# Anna Essinger
Anna Essinger (* 15. September 1879 in Ulm; † 30. Mai 1960 in Otterden, Kent) war eine deutsche Reformpädagogin.

## Leben
Ihre Vorfahren stammen aus Essingen (Pfalz). Infolge der Verwüstung der Pfalz durch französische Truppen kamen die Essingers nach Oberdorf am Ipf (Oberamt Neresheim). Dort war Annas Großvater David Essinger (1817–1899) als angesehener Arzt tätig. Dessen Sohn siedelte sich in Ulm an.
Anna war das älteste der sechs Mädchen und drei Jungen von Leopold Essinger und Fanny, geborene Oppenheimer. Die dem mosaischen Glauben angehörende Familie lebte von dem vom Vater betriebenen Versicherungsbüro. Was die Familie jedoch auszeichnete, war ihr Gefühl für die Gemeinschaft und das Leben darin. Die gesamte Familie Essinger litt unter Augenproblemen, auch Anna war ihr ganzes Leben lang von schwerer Kurzsichtigkeit betroffen.
Im Alter von 20 Jahren zog Anna zu ihrer Tante nach Nashville im US-Bundesstaat Tennessee. Besonders mit den Quäkern schloss sie schnell intensive Freundschaften. Sie absolvierte ein Germanistikstudium und finanzierte dieses durch Sprachunterricht. Nebenbei leitete sie ihr privates Studentenwohnheim. Im Anschluss daran arbeitete sie als Lehrerin. Im Jahr 1919 kehrte sie nach dem Weltkrieg, im Rahmen von humanitären Hilfen der Quäker, nach Deutschland zurück. Ihre Aufgabe war, Bürgermeister, Lehrer und Direktoren zu überzeugen, Küchen einzurichten, um Kindern wenigstens eine warme Mahlzeit zu ermöglichen. Dafür sammelte sie Lebensmittel und Kleidung.

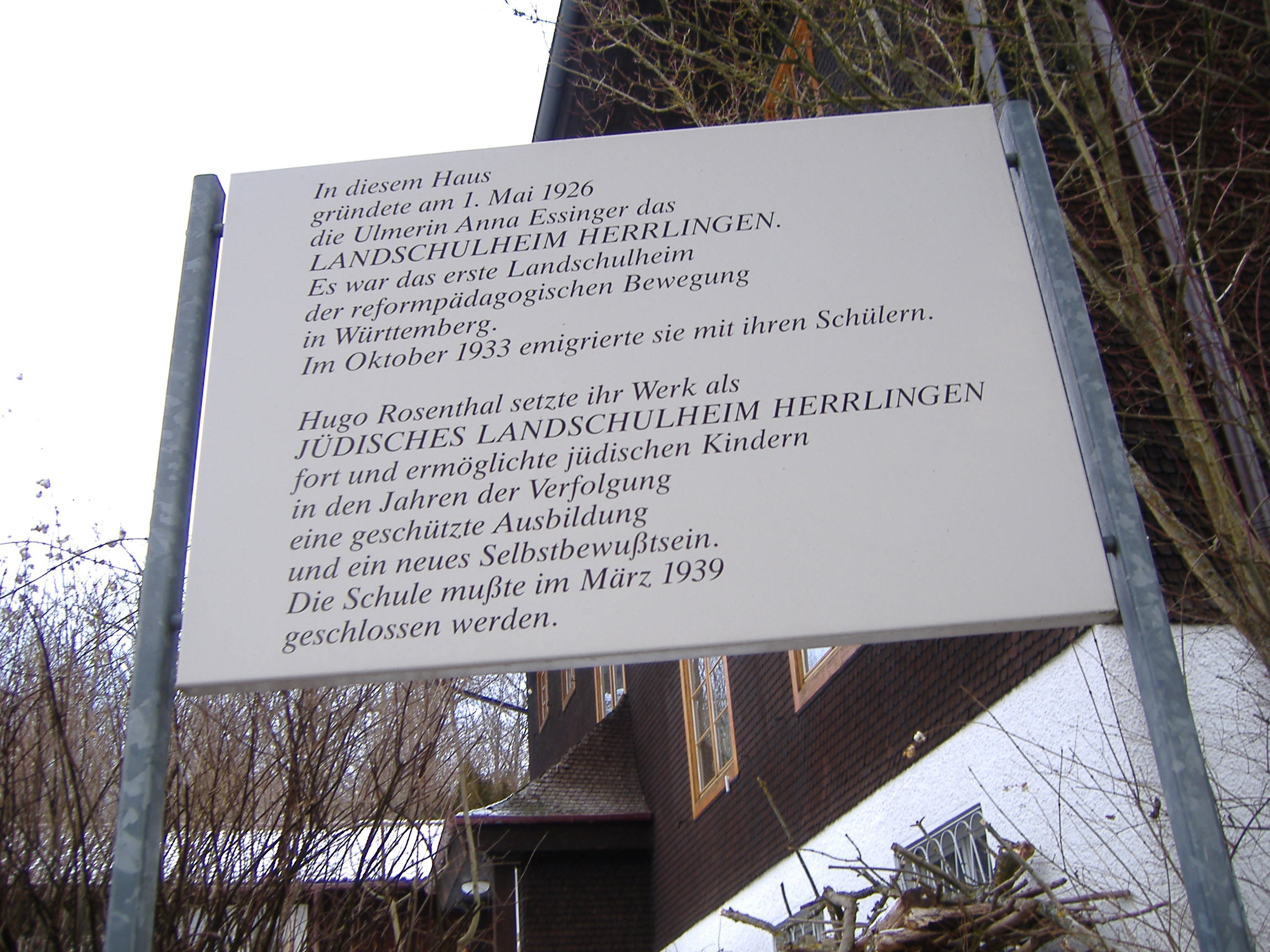
Informationstafel am Haupthaus des einstigen Landschulheims in Herrlingen

## Landschulheim Herrlingen
Seit 1912 leitete ihre Schwester Clara Weimersheimer ein eigenes Kinderheim in Herrlingen, wo sie vor allem schwer erziehbare Kinder, aber auch psychisch Labile und Zurückgebliebene pflegte und betreute. Im Jahr 1925 waren sowohl die eigenen als auch viele Pflegekinder im Schulalter, als sie die Idee zu einem eigenen Landschulheim hatte. Dieses Vorhaben wollte Clara Weimersheimer zunächst zusammen mit Ludwig Wunder verwirklichen, was aber aus finanziellen Gründen nicht möglich war.
Mit Unterstützung der gesamten Familie konnte das Vorhaben ein Jahr später dennoch realisiert werden. Am 1. Mai 1926 wurde die Privatschule mit Internat und 18 Kindern (im Alter von sechs bis zwölf Jahren) in der Wippinger Steige 28 (heute: Erwin-Rommel-Steige 50) eröffnet.

## Emigration

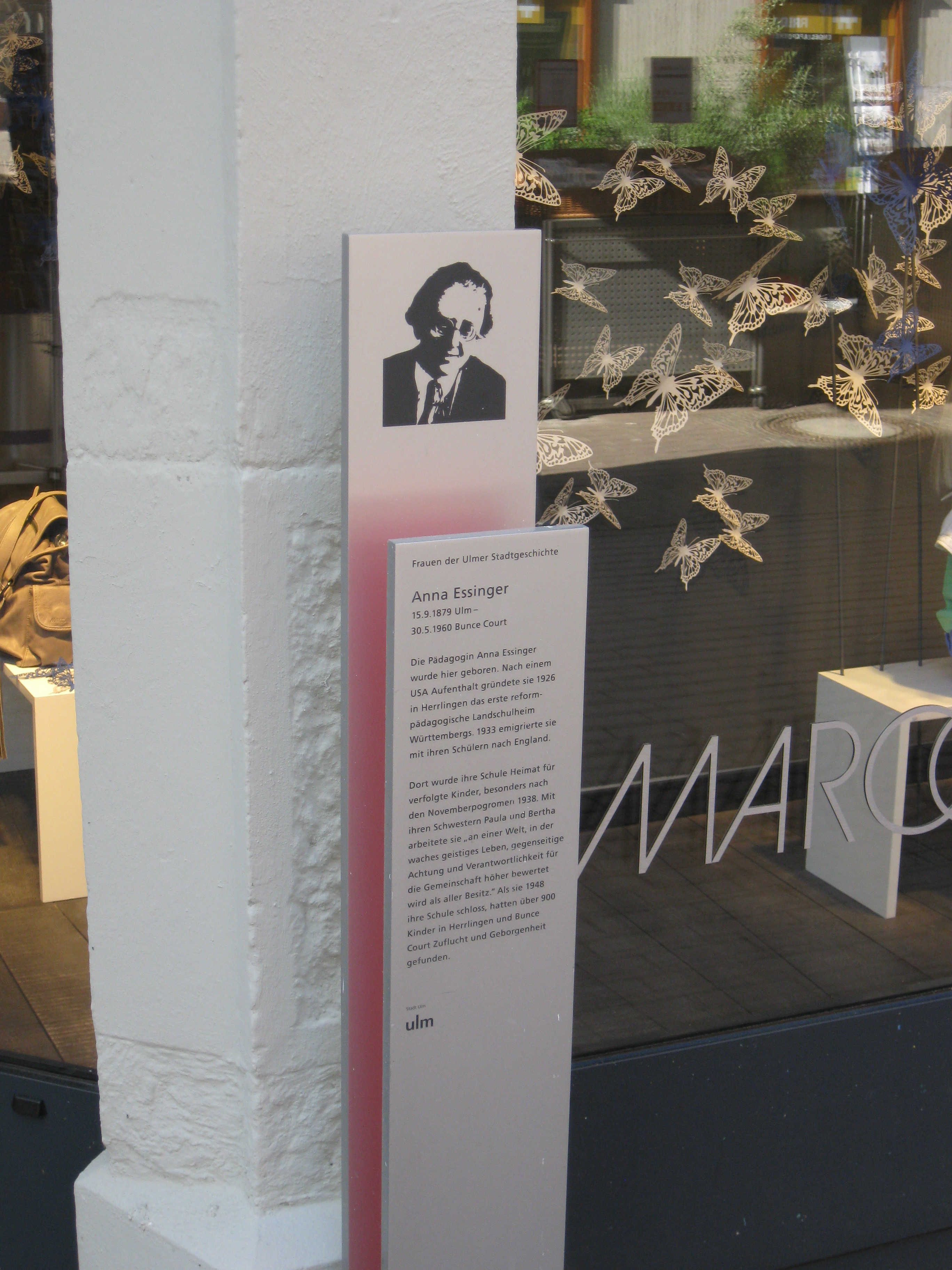
Gedenkstele für Essinger in der Ulmer Innenstadt

Die nahende Machtübernahme durch Hitler blieb auch Anna nicht verborgen. Schon die ersten Maßnahmen nach Beginn des Dritten Reichs wurden boykottiert: So setzte sie kurzerhand einen Wandertag an, um das verordnete Hissen der Hakenkreuzfahne an Hitlers Geburtstag zu umgehen. Doch Denunzianten brachten in der Partei zunehmend eine negative Stimmung gegen Essinger auf. So wurde empfohlen, einen Schulkommissar einzusetzen. Die couragierte wie auch weitsichtige Pädagogin sah sich deshalb nach einem neuen Domizil im Ausland um und wurde im Süden Englands fündig. Nachdem die Eltern informiert worden waren und zugestimmt hatten, waren 66 Kinder, deren Lehrer und Anna gewillt, das Land zu verlassen. In einer gut vorbereiteten und als Ausflug getarnten „Nacht-und-Nebel“-Aktion verließen drei Gruppen aus verschiedenen Richtungen Deutschland. Sie trafen sich in Ostende und setzten von dort gemeinsam nach Dover über, wo sie am 5. Oktober 1933 eintrafen. Am nächsten Tag begann der Unterricht in der Bunce Court School.
In kluger Voraussicht hatte Anna Essinger das Landschulheim Herrlingen formal nicht aufgelöst, sondern im selben Jahr an den Berliner Pädagogen Hugo Rosenthal übergeben. Dieser konnte es als Jüdisches Landschulheim Herrlingen bis 1939 weiterführen.

## Bunce Court School
In Otterden bei Faversham in der Grafschaft Kent wurde ein altes Herrenhaus, Bunce Court, aus der Zeit Heinrichs VIII. bezogen. Mit über 40 Zimmern auf drei Etagen und großen Außenanlagen war es ein idealer Ort für ein Internat. Tatkräftig wurde durch das Aufteilen der Arbeiten unter allen Flüchtlingen und mit Unterstützung der Behörden eine Selbstverwaltung erreicht, auch wenn chronische Geldnot stets über der Gemeinschaft wie ein Damoklesschwert hing. Bald schon gewann Anna die Achtung der Behörden und Fürsprecher aus allen Bereichen des öffentlichen Lebens. Zu den Kindern, die aus Deutschland mit nach England gekommen waren, gehörten der spätere Dokumentarfilmer Peter Morley und dessen Geschwister Anne Marie und Thomas Meyer.
Mit den jüdischen Auswandererkindern aus Deutschland kamen im Spätsommer 1938 Richard W. Sonnenfeldt und sein jüngerer Bruder Helmut. Nach den Pogromen der Kristallnacht am 9./10. November 1938 nahm England im Rahmen der Aktion Kindertransporte etwa 10.000 Kinder aus dem Deutschen Reich auf, unter ihnen auch Frank Auerbach, Leslie Baruch Brent und Gerard Hoffnung. Anna, fast sechzigjährig, organisierte mit ihren Lehrern und älteren Schülern das Auffanglager und die Versorgung für einen Teil dieser Kinder. Zudem suchte sie nach Pflegefamilien und Heimen. 1940 musste die Schule erneut evakuiert werden, nachdem Südengland zum Verteidigungsgebiet geworden war. Mit rund 100 Kindern und Lehrern zog das Internat nach Trench Hall in Shropshire. Unter sehr beengten Verhältnissen versuchte man, ein normales Leben zu führen. Erst 1946 und nach langwierigen Verhandlungen konnte Bunce Court wieder bezogen werden.

## Späte Jahre
Essinger hatte während dieser 22 Jahre über 900 Kinder aus Deutschland, Österreich, Polen, der Tschechoslowakei und England betreut und unterrichtet. Besonders die letzten Jahre waren schwierig. Nicht nur, dass sie mit dem Alter langsam erblindete, vor allem die letzte Generation von Kindern waren Problemfälle, da Essinger ab 1945 vor allem überlebende jüdische Kinder aus Konzentrationslagern aufgenommen hatte, welche ein Leben, wie es auf Bunce Court geführt wurde, nicht mehr kannten und sich teilweise nur schwer dareinfanden. Essinger war nun nicht in der Lage, die Leitung der Schule tatsächlich in neue Hände zu geben, um die neuen Aufgaben zu bewältigen, und zerstritt sich mit dem von ihr engagierten neuen Direktor Fridolin Friedmann, so dass die Schließung der Schule 1948 unausweichlich wurde.
Essinger verbrachte ihre Lebensjahre bis zu ihrem Tod in Bunce Court mit Schreiben. Sie korrespondierte viel mit ehemaligen Schülern, welche sie ihre Tante Anna nannten. Weltoffenheit, Weitsicht und ihr unerschütterlicher Pragmatismus waren ihre herausragendsten Eigenschaften. Konsequent und mit viel persönlichem Einsatz half sie Kindern und Erwachsenen in Not, getreu ihrem Motto: Reiche Kindern die Hand, gib ihnen eine Chance.
Die von Rosenthal als jüdisches Landschulheim fortgeführte Herrlinger Einrichtung musste im Frühjahr 1939 schließen. Der Gebäudekomplex diente von Sommer 1939 bis Mitte 1942 als Zwangsaltersheim für jüdische Senioren, bevor diese in die Vernichtungslager verschleppt wurden. Das unterhalb an der ehemaligen Wippinger Steige 13 gelegene Gebäude diente Erwin Rommel und seiner Familie zwischen 1943 und 1945 als Wohnung. Auch das in der Oberherrlinger Straße 28 befindliche Kinderheim ihrer Schwester wurde wenige Jahre nach Annas Flucht geschlossen.

## Ehrungen und Gedenken
Im Jahr 1990 wurden in Ulm die Realschule und das Gymnasium auf dem Kuhberg nach Anna Essinger umbenannt.
In Ulm erinnern seit 2002 Gedenk-Stelen an zehn herausragende Frauen oder Frauengruppen aus sieben Jahrhunderten, die sich in den Bereichen Soziales, Gesundheit, Gerechtigkeit, Wirtschaft und Handwerk verdient gemacht haben. Die Stelen stehen an neun Orten in der Innenstadt und im Klosterhof Söflingen und bilden einen thematischen Weg durch die Stadtgeschichte. Der Weg endet mit der Stele Nr. 10 „Anna Essinger“ in der Hafengasse. Der Verlauf des Weges und die Nummerierung der Stelen sind dem zugehörigen Flyer zu entnehmen.
Am 16. März 2016 beschloss die Berliner Bezirksversammlung Steglitz-Zehlendorf einstimmig die Fusion der Nikolaus-August-Otto-Oberschule und der Grundschule am Rohrgarten. Diese beiden Schulen arbeiten seit dem Schuljahr 2016/2017 unter den neuen Namen Anna-Essinger-Gemeinschaftsschule.
Seit 2018 trägt ein Straßenbahnwagen der neu in Betrieb genommenen Baureihe Avenio M der Straßenbahn Ulm ihren Namen.

## Kritische Stimmen
Anna Essingers Verdienste um Rettung vieler jüdischer und nicht-jüdischer Flüchtlingskinder sind unbestritten. Ihre Warmherzigkeit wird von vielen Ehemaligen ebenso gelobt wie ihre Selbstlosigkeit. Aber nicht nur im Zusammenhang mit dem Ende der Bunce Court School (siehe oben) sind kritische Stimmen laut geworden. Gerade auch aus dem Kreis derer, die ihr sehr nahe standen und ihr viel verdanken, gibt es einige Anmerkungen, die Anna Essingers Verhalten in manchen Situationen kritischer beleuchten. Leslie Baruch Brent, der ihr und ihren Schwestern eng verbunden war, berichtet, dass sie trotz ihrer Liebe zu den Kindern vielen als kalt und unnahbar erschienen sei. „Manche Kinder hatten spürbar Angst vor ihr. Im Nachhinein erkenne ich, dass TA als Pädagogin einen gravierenden Fehler gemacht hat: Sie neigte dazu, Kinder (und manchmal auch einige der Lehrer) recht hart zu beurteilen und denen, die nicht genau ihren Vorstellungen entsprachen, mit Vorurteilen zu begegnen, während sie andere bevorzugt hat. Ich war zufällig einer ihrer Lieblinge – von denen sie allerdings viele hatte – und lernte sie sehr gut kennen, nachdem ich die Schule verlassen hatte, in die ich wie in mein Zuhause zurückkehrte, wann immer ich Ferien, Heimaturlaub oder Semesterferien hatte.“
Das Kalte und Unnahbare von Anna Essinger kommt auch bei Walter Kaufmann zum Ausdruck, der im Januar 1939 an die Bunce Court School kam. Er schrieb, Anna Essinger habe während seines achtzehnmonatigen Aufenthalts im Internat „nicht ein einziges persönliches Wort“ an ihn gerichtet. „Ich respektierte sie, mochte sie aber weit weniger als die anderen für uns zuständigen Erwachsenen […]. Nicht ein einziges Mal war ich in TAs Allerheiligstem, ihren Privaträumen im zweiten Stock des Herrenhauses.“ Als er im Sommer 1940 von Essinger doch dorthin gerufen wurde, leitete dies seinen Abschied von der Schule ein. Er fand dort TA im Beisein zweier Männer vor, die ihm erklärten, dass sie ihn abholen müssten. Seine Fragen, was das zu bedeuten habe, blieben unbeantwortet. „TA verharrte breit und reglos im Schreibtischsessel, sie schaute ernst, dabei nicht unfreundlich, und dann wiederholte sie, was einer der Männer gesagt hatte: ‚What has to be, has to be.‘ Sie sprach von Regierungsanweisungen und bat mich […] für nur ein paar Tage, […] meine Sachen zu packen.“ Aus ein paar Tagen wurden Jahre: Walter Kaufmann wurde unverzüglich als Enemy Alien interniert und im gleichen Jahr noch nach Australien deportiert. Seine Hoffnung, dass er, wie von Anna Essinger versprochen, bald wieder zurücksein werde, erfüllte sich nicht.
Hans Meyer, ein langjähriger Lehrer an der Bunce Court School, um den sich weit in die 2000er Jahre hinein viele Ehemalige versammelten, war nach Brent der Meinung, dass Anna Essinger „zu autoritär war, da sie sich von einem kleinen Zirkel ausgesuchter Kollegen anstatt einem Mehrheitsbeschluss bei Lehrerversammlungen beraten ließ. Aber er hat zugegeben, dass es in Zeiten strikter finanzieller Einschränkungen und außergewöhnlich schwieriger Umstände der einzige Weg nach vorn gewesen sein mag.“ Der Rückzug auf „einen kleinen Zirkel ausgesuchter Kollegen“ relativiert sich auch dadurch, wenn man bedenkt, dass die Mehrheit der Lehrerinnen und Lehrer zumeist junge Berufsanfänger gewesen waren und das Kollegium einem fortdauernden Wechsel in seiner Zusammensetzung unterworfen war. Und viele der jungen Lehrkräfte waren altersmäßig ihren Schülern näher, als der 1940 bereits über sechzigjährigen Anna Essinger.
Die Kritik von Hans Meyer wird allerdings auch von Lucie Schachne geteilt, die in Bunce Court als Lehrerin und Hausmutter gearbeitet hat. Für sie seien Lehrerversammlungen nur formal demokratisch abgelaufen und hätten sich mit praktischen Dingen befasst, aber nicht mit bildungspolitischen Methoden, und die Atmosphäre sei normalerweise gelöster gewesen, wenn Anna Essinger nicht anwesend gewesen sei. Schachne würdigt Essinger aber zugleich auch als eine Person, die praktisch alles möglich gemacht habe.
Ein schwer zu überprüfender Vorwurf wurde von der ehemaligen Schülerin Thilde Fraenkel erhoben, einer entfernten Verwandten von Anna Essinger. Sie behauptete, Essinger habe weniger Interesse an den Erfolgen der Mädchen gehabt, als an denen der Jungen. Eine indirekte Bestätigung für diese Behauptung mag es sein, dass es so gut wie keine veröffentlichten Erinnerungen ehemaliger Schülerinnen gibt und sie auch kaum in der Liste jener auftauchen, die nach Leslie Baruch Brent ein „achtbares und ertragreiches Leben geführt [haben]; viele haben sich hervorgetan und sind ausgezeichnet worden. Es gibt zahlreiche Professoren und Doktoren, unter ihnen auch viele Frauen.“ Für letztere hat er selber keine Beweise vorgebracht, die von ihm namentlich erwähnten erfolgreichen Ehemaligen sind durchweg männlich.
Ein weiterer Vorwurf, der von Brent sogar zweimal angeführt wird, betrifft die Frage der religiösen Neutralität beziehungsweise der Indifferenz gegenüber dem Judentum. Er behauptet, Anna Essinger habe viel Kritik dafür geerntet, „die Kinder nie darin bestärkt zu haben, ihren jüdischen Wurzeln treu zu bleiben und ihnen somit ihr jüdisches Erbe vorenthalten zu haben“. Brent kommt darauf noch einmal zurück, in dem er ein 2001 geführtes Gespräch zwischen ihm und Lucie Schachne wiedergibt, deren Position er so umreisst: „Obwohl in der Schule eine tolerante Atmosphäre vorherrschte und die Kinder dazu angehalten wurden, sich durch Arbeit am Gemeinschaftsleben zu beteiligen, hatte Lucie einen hauptsächlichen Kritikpunkt. Dieser betraf das Fehlen von traditionellen Wert- und Moralvorstellungen der jüdischen Gemeinschaft. In anderen Worten: Sie war darüber betroffen, dass die Kinder nicht dazu ermuntert worden sind, sich mit dem Judentum auseinanderzusetzen. Ihrer Meinung nach war Anpassung der Hauptgrund, der der Entwicklung einer jüdischen Identität entgegenwirkte.“ Brent hat das an dieser Stelle nicht weiter kommentiert, doch früher schon festgehalten: „Die Kritik an TA [=Tante Anna = Anna Essinger] mag gerechtfertigt gewesen sein, aber es lag einfach nicht in ihrer Natur, anders zu handeln.“ In seiner Gedenkrede bei Anna Essingers Beerdigung drückte Brent das noch einmal deutlicher aus: „Obwohl TA bestimmt keine Atheistin war und sich ihrer jüdischen Wurzeln immer bewusst gewesen ist, konnte sie für sich selbst keinerlei religiöses Dogma akzeptieren, weder im Leben noch im Tod.“

## Literarische und künstlerische Würdigung
- Linda Winterberg, eigentlich Nicole Steyer, hat 2017 einen Roman veröffentlicht, der auf der Basis sehr präziser Recherchen und anhand von Romanfiguren, die realen Personen nachempfunden sind (Eva Heymann[23], Walter Bloch, ebenso aber auch Lehrerinnen und Lehrer), das Leben an der Bunce Court School nachvollziehbar werden lässt.[24] Das Buch geht von den Kindertransporten aus, konzentriert sich dann aber in einem Hauptstrang auf das Schicksal der Kinder in der Bunce Court School. Die Autorin bekennt sich in einem Nachwort ausdrücklich zu der Bedeutung, die Anna Essinger in diesem Zusammenhang gespielt hat – auch wenn diese in dem Buch eher nur am Rande vorkommt.
- Das Denkstättenkuratorium NS-Dokumentation Oberschwaben unterhält auf seiner Webseite eine Galerie der Aufrechten, auf der bislang „28 Künstlerinnen und Künstler […] sich in ihren Werken den Menschen des Widerstands genähert [haben], um Empathie zu wecken und die biographische Vielschichtigkeit der Unangepassten darzustellen. […] Die Galerie besteht momentan aus rund 60 Porträts von Menschen des Widerstands gegen die NS-Gewaltherrschaft und von Opfern des NS-Regimes.“.[25] Ein Porträt dort ist Anna Essinger gewidmet. Es wurde von dem Künstler Hermann Schenkel gemalt.[26]